# Scirus
Scirus е специализирана търсачка с научна тематика съществувала от 2001 до 2014 г. Като CiteSeerX и Google Наука, тя е специализирана за търсене на научна информация. За разлика от CiteSeerX, Scirus не е само на компютърна и информационна тематика и резултатите не съдържат само текст. Търсачката изпраща също резултатите от търсенето на научна информация на Scopus, специализирана база данни за рефериране на научна продукция. Scirus се притежава и стопанисва от Elsevier. 